# Invitation fra gud
Invitation fra gud er en dansk portrætfilm fra 2006 med instruktion og manuskript af Marie Louise Lefèvre.

## Handling
Cisterciensermunken Thomas Keating bor på Sankt Benedicts Klosteret i Rocky Mountains i USA. Den forhenværende abbed og forfatter til en række bøger om kristen spiritualitet er en 82-årig fysisk og åndelig kæmpe, der er dybt engageret i verden og dens problemer og en stor fortaler for interreligiøs dialog. Med karisma og humor giver Keating en indføring i en kristen bønsform (centrerende bøn), der kan sammenlignes med østens meditation og i bønnens betydning for det enkelte menneske. Keatings praksis bygger på en dyb indsigt i moderne psykologi. Levende og konkret giver han desuden eksempler på forståelsen, og misforståelsen, af den kristne etik. Samtalerne med Keating rammes ind af Erik Molberg Hansens rolige, smukke stemningsbilleder fra klosteret og den omkringliggende natur.